# Złota kolekcja: Kocham cię kochanie moje
Złota kolekcja: Kocham cię kochanie moje – kompilacyjny album zespołu Maanam wydany w marcu 2000 roku będący zbiorem najpopularniejszych utworów m.in. „Boskie Buenos”, „O! Nie rób tyle hałasu”, „Kocham cię, kochanie moje”, „Lucciola”, „Wyjątkowo zimny maj” czy „Zapatrzenie”. Album sprzedał się w nakładzie 40 tysięcy egzemplarzy. W 2005 roku została wydana druga część z serii z pod tytułem Złota kolekcja. Raz-dwa, raz-dwa.
Składanka uzyskała certyfikat złotej płyty.

## Lista utworów
1. „Miłość od pierwszego spojrzenia” – 3:40
2. „Kocham cię, kochanie moje” – 4:49
3. „Róża (Zdrada i wniebowstąpienie)” – 2:52
4. „Lucciola” – 4:24
5. „Szał niebieskich ciał” – 7:46
6. „O! Nie rób tyle hałasu” – 3:34
7. „Nie poganiaj mnie bo tracę oddech” – 3:13
8. „Oprócz błękitnego nieba” – 4:34
9. „List (to nie hołd)” – 2:47
10. „Wyjątkowo zimny maj” – 3:58
11. „Espana Forever” – 4:28
12. „Smycz” – 3:03
13. „Lipstick on the glass” – 3:04
14. „Paranoja jest goła” – 5:16
15. „Szare miraże” – 3:31
16. „Twist” – 2:56
17. „Zapatrzenie” – 2:56
18. „Puerto Rico” – 2:38
19. „To tylko tango” – 2:30
20. „Boskie Buenos” – 3:25